# Ruth Rendell
Ruth Barbara Rendell, geboren als Ruth Grasemann (Londen, 17 februari 1930 – aldaar, 2 mei 2015), was een Britse schrijfster van psychologische misdaadromans. Ze kreeg de bijnaam "Queen of Crime" en schreef ook wel onder het pseudoniem Barbara Vine.
Rendell werkte aanvankelijk als journalist voordat ze in 1964 haar eerste roman schreef. Ze wordt vooral geroemd om haar taalgebruik en de diep uitgewerkte personages. Ook zijn in haar boeken de sociale veranderingen te zien. Zo besteedde ze in haar recentere boeken aandacht aan de veranderde sociale status van vrouwen en huiselijk geweld.
Buiten haar psychologische werk, is ze ook bekend geworden door haar reeks boeken over Inspector Wexford.
Voor haar werk heeft ze veel prijzen gekregen. In 1997 kreeg ze de niet-erfelijke titel Baroness Rendell of Babergh. Ze zat in het House of Lords namens de Labour Party.